# Шис
Шис, Шит (араб. شيث‎ — подарок Аллаха) — третий сын Адама и Хаввы. В исламских преданиях один из первых пророков и, как и его отец, получатель богооткровенного писания. В Коране не упоминается, но играет значительную роль в рассказах о пророках (кисас аль-анбия). Соответствует библейскому Сифу.

## Биография
Согласно преданию, Шис родился у Хаввы, жены Адама, после того, как Кабиль (Каин) из чувства зависти убил Хабиля (Авеля). Сообщается, что он родился, когда его отцу было 130 лет, через пять лет после убийства Хабиля. Шис был любимцем своего отца Адама. Он был похож на своего отца как внешне, так и своим характером. Большую часть своей жизни провёл в Сирии, где, согласно одному из преданий, он родился. Его имя означает «вместо дара [Бога]», потому что он был дан вместо Хабиля. В исламской традиции его иногда также называют Хибатуллах (араб. هبة الله‎ — «дар Божий»). В арабо-мусульманском предании говорится, что Адам был без бороды, а Шис был первым, у кого была борода.
Адам научил его полученным им от Аллаха различным знаниям и тайнам: обучил часам дня и ночи, рассказывал ему о предстоящем потопе и учил его поклоняться Богу в уединении в каждом часу дня. Адам сделал Шиса своим наследником и поставил его во главе всех своих потомков. После смерти Адама, Аллах избрал Шиса своим пророком. Ему были посланы 50 свитков (сухуф), в которых также содержались и знания в области отдельных наук.
По словам Ибн Исхака, он женился на своей сестре Хазуре. Именно от Шиса ведёт родословную человечество, поскольку Хабиль не оставил наследников, а наследники Кабиля были потеряны во время потопа. Шис вместе со своими потомками построил около тысячи городов и наполнил землю миром и справедливостью. Сообщается, что Шис жил в Мекке, вместе с Адамом построил Каабу из камня и глины, совершал обряды паломничества. Проповедовал во многих местах и наставлял людей на путь Аллаха, но часть упорствовали и не принимали его проповедей. В Йемене ему пришлось сразиться с заблудшими сынами Кабиля, которые отвергли его. В некоторых преданиях говорится, что он сразился с Кабилем и поработил всё его потомство.
Пророк Шис прожил на земле свыше двухсот лет (по другой версии 912 лет). Своим наследником он назначил сына Ануша (Еноха, Еноса). В преданиях говорится, что возможно Шис был похоронен рядом со своими родителями в пещере горы Абу-Кубейс. 
Следующим пророком после Шиса Аллах послал пророка Идриса.